# Dodo's
De dodo's (Raphinae) zijn een uitgestorven onderfamilie van vogels, die behoren tot de familie van de duiven (Columbidae).
De dodo's kwamen voor op een aantal eilanden in de Indische Oceaan, waaronder Mauritius. Het waren vrij grote loopvogels, die het vliegen niet meer machtig waren. 

## Taxonomie
De volgende geslachten zijn bij de onderfamilie ingedeeld:
- Raphus, bevat de dodo (Raphus cucullatus) van Mauritius
- Pezophaps, bevat de rodriguessolitaire (Pezophaps solitarius) van Rodrigues